# Christophe Roger-Vasselin

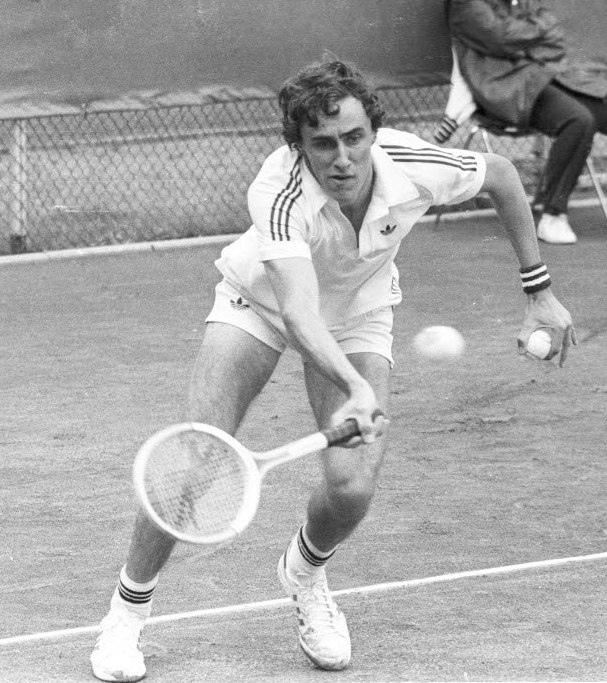
Christophe Roger-Vasselin (1977)

Christophe Roger-Vasselin (n, 8 de julio de 1957 en Londres, Inglaterra) es un jugador de tenis nacionalizado francés. En su carrera ha conquistado 2 torneos ATP y su mejor posición en el ranking de individuales fue Nº29 en junio de 1983 y en el de dobles fue Nº266 en enero de 1984. También es recordado por haber llegado a la semifinal de Roland Garros en 1983.